# Hustler (Automarke)

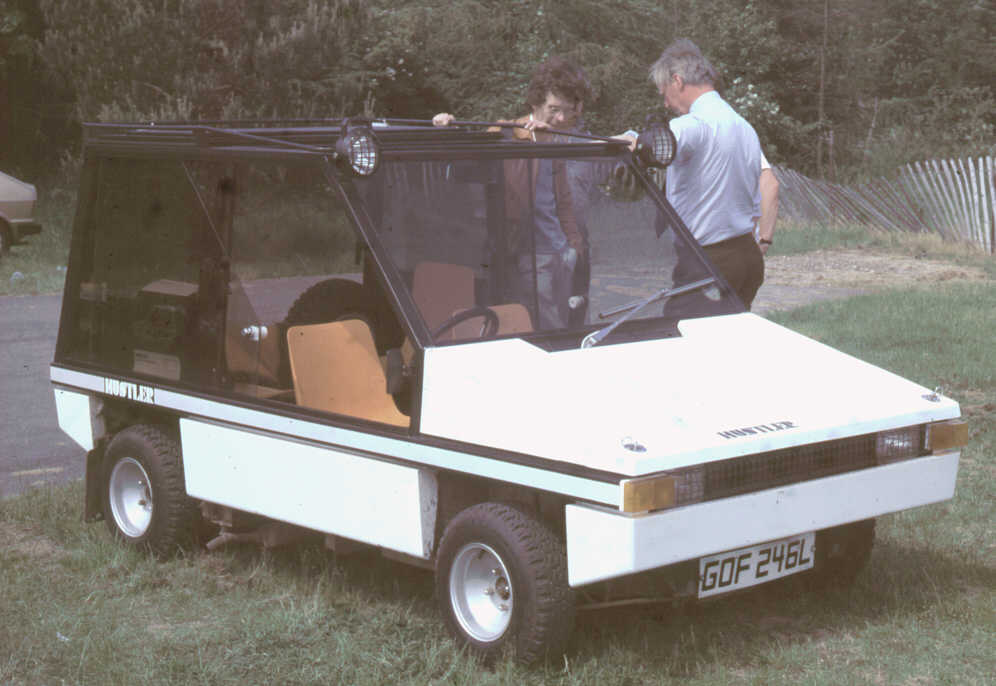
Hustler 4 von 1979

Hustler war eine britische Automarke.

## Beschreibung
Der Designer William Towns – der auch für den Aston Martin Lagonda verantwortlich war – entwarf 1978 das Fahrzeug und stellte später in seinem Designstudio Interstyl in Compton Verney in Warwickshire die Bausätze her. Es handelte sich um ein Kit Car. Basis der Fahrzeuge war der Mini.
Die Ursprungsversion besaß Stahlrahmen aus quadratischen Profilträgern, die mit Glasfaserplatten und großen, flachen Fenstern verkleidet waren. Die meisten Modelle verfügten über Schiebetüren. Der vordere und der hintere Hilfsrahmen sowie die Mechanik stammte vom Mini, vom Metro oder vom BMC ADO16. Der Hustler war mit vier und mit sechs Rädern erhältlich. Bei der sechsrädrigen Version wurden hinten zwei Hilfsrahmen des Mini verwendet. Stilistisch hatte das Fahrzeug Anklänge an Lagonda und Bulldog.
Rund 500 Exemplare in verschiedenen Modellversionen wurden bis 1989 hergestellt.
Ein sechsrädriges Fahrzeug im guten Zustand wurde 2015 für 9.200 Pfund Sterling versteigert.

## Modelle
Hustler 4Originalversion auf Mini-Basis.
Hustler 6Mit zwei hinteren Mini-Hilfsrahmen wurden vier Hinterräder ermöglicht.
Hustler HuntsmanGrößeres, leistungsstärkeres Modell auf Basis des 1100/1300 oder Mini-Metro. Versionen mit 4 und 6 Rädern.
Hustler HellcatSpartanische Geländewagenversion mit 4, seltener mit 6 Rädern.
Hustler SportZweisitziges Cabriolet auf Mini-Basis.
Hustler SprintZweisitziges Coupé auf Mini-Basis, mit flacher gestellter Windschutzscheibe und einer rund 8 Zoll niedrigeren Karosserie.
The Hustler in WoodMit Sperrholzplatten, Leichtmetallrahmen und Glasaufbau.
Hustler HolidayKombiversion mit 4 oder 6 Rädern.
Hustler ForceModell mit konventionellen anstelle von Schiebetüren. Mit 4 oder 6 Rädern.
Hustler HighlanderSechsrädriges Luxusmodell mit Jaguar V12-Motor, von dem nur acht Exemplare gebaut wurden.
Hustler HarrierHochdachversion, die im Heck einen Rollstuhl aufnehmen konnte.